# Joseph Gargitter

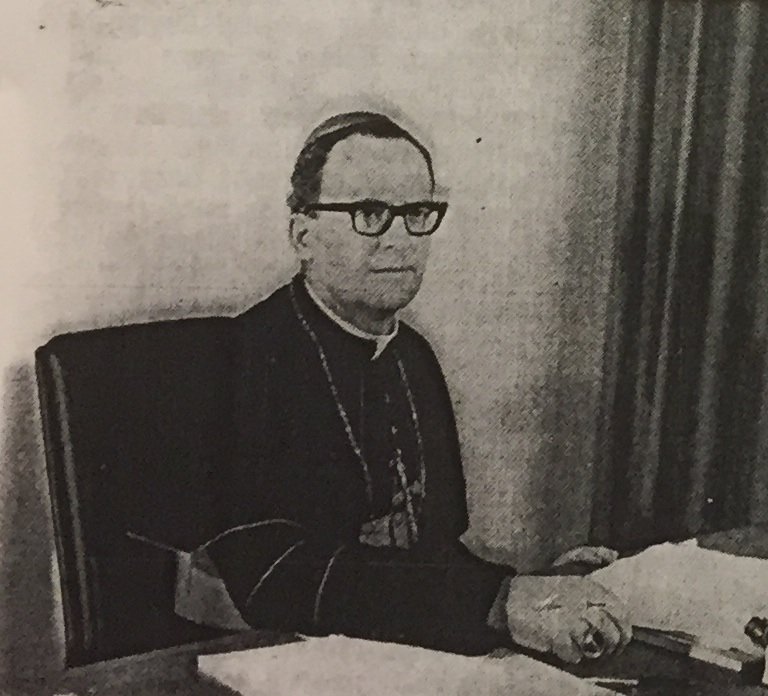
Bischof Joseph Gargitter (1966)

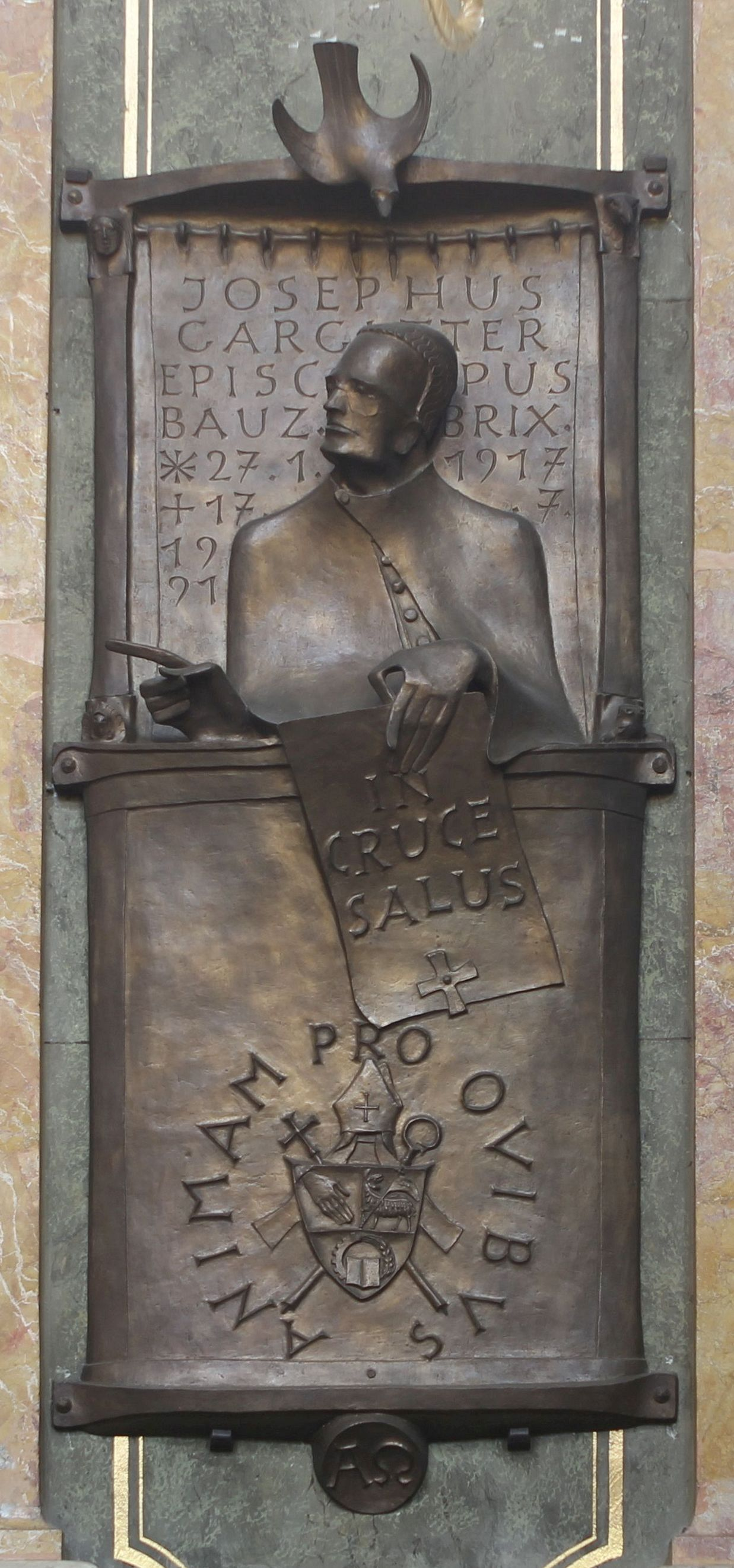
Grabmal von Bischof Gargitter im Brixner Dom

Joseph Gargitter (* 27. Januar 1917 in Lüsen, Südtirol; † 17. Juli 1991 in Bozen) war Bischof der Diözese Bozen-Brixen.

## Leben
Seine Schulausbildung erhielt Gargitter von 1929 bis 1934 am Vinzentinum und von 1934 bis 1936 an der staatlichen italienischen Schule in Brixen. Von 1936 bis 1944 lebte Joseph Gargitter im Germanicum in Rom und studierte an der Päpstlichen Universität Gregoriana.
Gargitter empfing am 25. Oktober 1942 in Rom die Priesterweihe. 1950 wurde Gargitter Professor für Dogmatik am Priesterseminar Brixen. Papst Pius XII. ernannte ihn 1952 zum Bischof von Brixen. Die Bischofsweihe am 18. Mai 1952 spendete ihm Adeodato Giovanni Kardinal Piazza OCD, Sekretär der Konsistorialkongregation. Mitkonsekratoren waren der Trienter Weihbischof Oreste Rauzi sowie der Apostolische Vikar von Fort Victoria/Simbabwe Aloysius Haene. In seinem Fastenhirtenbrief von 1960 positionierte sich Gargitter unmissverständlich gegen die Terroranschläge, die in dieser Phase der Südtirolfrage als gewaltsames Mittel der Politik mehrfach erfolgten. 1961 wurde er von Papst Johannes XXIII. zum Apostolischen Administrator von Trient bestellt; das Amt endete 1963 mit der Ernennung von Alessandro Maria Gottardi zum neuen Erzbischof von Trient. In seine Amtszeit fiel 1964 der Übergang vom alten Bistum Brixen zum neuen Bistum Bozen-Brixen. Seinem Rücktrittsgesuch aus gesundheitlichen Gründen (Parkinson) wurde durch Papst Johannes Paul II. 1986 stattgegeben.
Nach seinem Tod wurde Gargitter im Dom von Brixen beigesetzt. Er ist Namensgeber des Bischof-Joseph-Gargitter-Preises.

## Video
- Bischof Joseph Gargitter – Zeit des Umbruchs, VHS 30 min, 2002[2]